# Anthrax funestus
Anthrax funestus är en tvåvingeart som beskrevs av Yeates och Christine Lynette Lambkin 1998. Anthrax funestus ingår i släktet Anthrax och familjen svävflugor. Inga underarter finns listade i Catalogue of Life.